# 卡洛维龙属
卡洛维龙属（学名：Callawayia）是鱼龙目已灭绝的一个属，属下包含物种新肩卡洛维龙（Callawayia neoscapularis）。

## 研究历史
1994年，克里斯托弗·麦高文（Christopher McGowan）重新检视了萨斯特鱼龙的分类，并在出版物中根据1987年从加拿大不列颠哥伦比亚省粉山威利斯顿湖岸边发现的部分骨骼，即标本ROM 41993命名了萨斯特鱼龙（Shastasaurus）新种新肩萨斯特鱼龙（S. neoscapularis）。标本于1988年在“鳍肢采石场”（"Flipper Quarry"）出土。种名指其肩胛骨与侏罗纪鱼龙的相似度高于其它三叠纪鱼龙。
2000年，迈克尔·迈施（Michael Maisch）发表一篇关于萨斯特鱼龙颅骨解剖学的研究，并重新检视该属。作者指出，新肩萨斯特鱼龙和萨特鱼龙差异甚巨，很可能代表一个新属。然而，在加拿大皇家蒂勒尔博物馆组织前往首具标本发现地的考察期间，伊丽莎白·尼可斯发现了该物种保存更完好的标本。得知此事后，迈施未就该物种作详细讨论，而是等待尼可斯的研究。
然而在2000年的一篇论文中，迈施与安德里亚斯·马茨凯（Adreas Matzke）为“新肩萨斯特鱼龙”共同命名了新属卡洛维龙（Callawayia），属名致敬鱼龙类研究者杰克·卡洛维（Jack Callaway）。作者指出新材料仍在研究中。这项由尼可斯与真锅诚（Makoto Manabe）合著的研究于2001年发表。作者在文中描述了两件新标本TMP 94.380.11（一件代表幼体的较小标本）及TMP 94.382.2（一件较大标本）的解剖特征，并为“新肩萨斯特鱼龙”提出新属似萨斯特鱼龙（Metashastasaurus）。
由于“卡洛维龙”命名时间早于“似萨斯特鱼龙”，故前者优先并且是有效名称。尼可斯与真锅虽承认卡洛维龙是正确的名称，但根据《国际动物命名法规》道德守则认为其命名是不道德的，因为迈施与马茨凯命名卡洛维龙时已得知命名似萨斯特鱼龙的研究正在进行。尼可斯与真锅还发现迈施与马茨凯给出的鉴别存在问题，因为后者未对任何标本进行直接研究，造成某些错误及信息遗漏。然而，在2010年的一份出版物中，迈施批评了卡洛维龙命名不道德的言论，并指出自己得知尼可斯的研究时已过去一年，且自己是独立于尼可斯而得出卡洛维龙不同于萨斯特鱼龙的结论。最后，迈施认为，由于研究者在进行研究时沟通不畅，因此该事件是“不幸的”，尽管他也表示命名并非出于恶意。

### 卧龙岗卡洛维龙
2007年，陈旭等人根据中国贵州省发现的材料命名了卡洛维龙新种卧龙岗卡洛维龙（C. wolonggangse）。2010年，马茨凯将该物种移入贵州鱼龙属成为卧龙岗贵州鱼龙，并指出其与卡洛维龙明显不同。然而，作者认为区分卧龙岗贵州鱼龙的特征也并不令人信服，且该物种可能仅为邓氏贵州鱼龙的次异名，但因尚未进行详细研究而仍认为其暂时有效。
2016年，季承等人未发现可将“卧龙岗卡洛维龙”与模式种新肩卡洛维龙归为一个属的特征，故反对将前者归入该属。然而，作者同样未发现表明其与贵州鱼龙存在明确联系的特征，因此也没有将其归入贵州鱼龙。后期研究则将该物种的名称打上引号，或直接称作“卧龙岗贵州鱼龙”，但系统发育分析结果通常与季承等人相似，即该物种并非任何一属的模式种的姐妹群。

## 描述
卡洛维龙是种身长2—2.5（6.6—8.2英尺）的小型鱼龙。

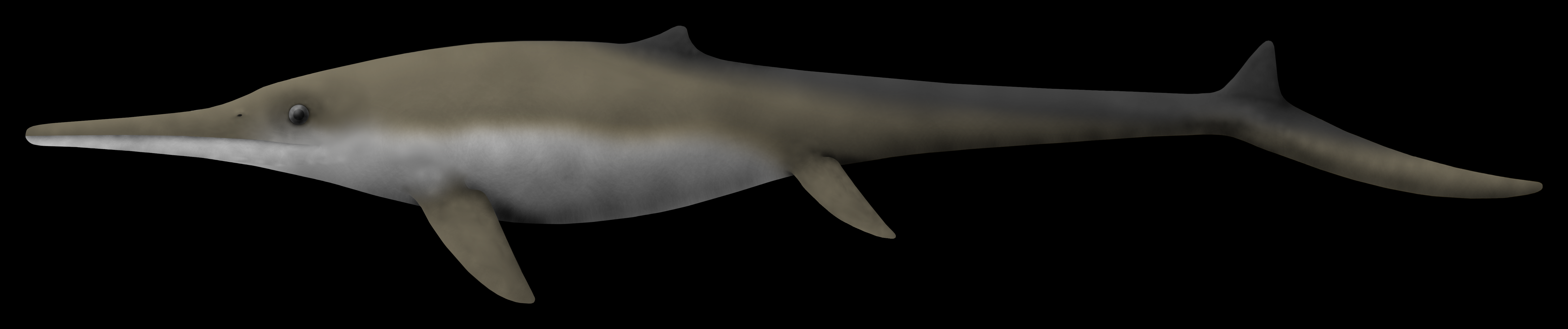
复原图

卡洛维龙的额骨（颅顶的一对骨骼）很大。额骨因鼻骨与后额骨（颅顶另一对骨骼）彼此接触将其挡住而无法接触前额骨。额骨形成颞颥孔（颅顶开口）边界的一部分。顶骨（颅顶后部的一对骨骼）顶部有一道坚固的嵴，此外，这对骨骼上面还有一个向后突出的骨架。从侧面看时，两对后颅骨骼（眶后骨及鳞骨）被后额骨及颞上骨（颅顶另一对骨骼）挡住而无法触及颞颥孔。眶后骨也形成了颅骨内侧孔洞边缘的一部分。
卡洛维龙臀部以前共有超过54节椎骨。卡洛维龙前两节颈椎彼此融合。颈肋生有双头，与后面单头的肋骨不同。肩胛骨骨干又长又窄。喙骨（肩胛骨下方一对肩部骨骼）宽度大于长度。每个耻骨（前下部髋骨）有一个称作闭孔的小开口，该孔在卡洛维龙身上不完全被骨骼封闭。
肱骨（上臂骨）又短又宽，前缘生有缺刻。肱骨上端从前到后明显上倾。每个肱骨与桡骨（前下臂骨）相连部分向下突出，尺骨（后下臂骨）相一表面则向下向后突出。尺骨在下臂骨中虽然不算太小，但尺寸却仅有桡骨一半左右。小腿骨亦有类似情况，其中胫骨（前小腿骨）尺寸远大于腓骨（后小腿骨）。另外一块称作豌豆骨的骨骼，在每条前鳍肢中皆存在。形成鳍肢前缘的骨骼在其前缘生有缺刻。前鳍肢有四趾，后鳍肢则仅有三趾。